# Natation aux Jeux olympiques d'été de 1936
Les épreuves de natation lors des Jeux olympiques d'été de 1936 organisés à Berlin se déroulent du 8 août au 15 août 1936.
Le programme de la natation aux Jeux, qui a varié lors des premières éditions est fixé en 1924 et reste inchangé jusqu'aux Jeux de Melbourne en 1956. Pour les hommes : en nage libre, 100, 400 et 1 500 mètres en individuel et un relais 4 × 200 mètres ; en dos, 100 mètres ; en brasse, 200 mètres. Pour les femmes : en nage libre, un 100 et un 400 mètres en individuel et un relais 4 × 100 mètres ; en dos, 100 mètres ; en brasse, 200 mètres.

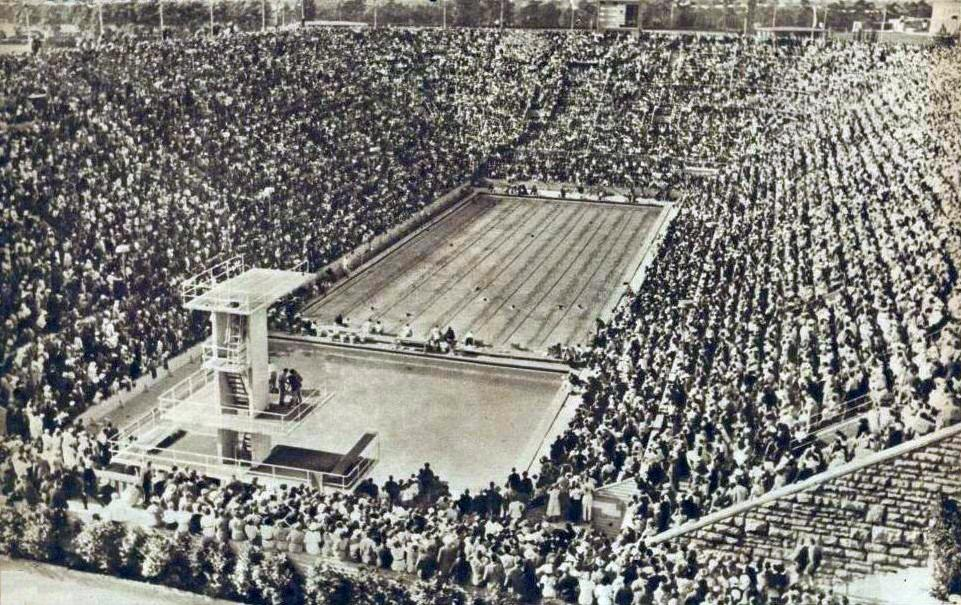
La piscine olympique des JO de 1936.

Navigation

## Tableau des médailles
| Rang  | Pays       | Médaille d'or | Médaille d'argent | Médaille de bronze | Total |
| 1     | Japon      | 4             | 2                 | 5                  | 11    |
| 2     | Pays-Bas   | 4             | 1                 | 0                  | 5     |
| 3     | États-Unis | 2             | 3                 | 3                  | 8     |
| 4     | Hongrie    | 1             | 0                 | 1                  | 2     |
| 5     | Allemagne  | 0             | 3                 | 1                  | 4     |
| 6     | Danemark   | 0             | 1                 | 1                  | 2     |
| 7     | Argentine  | 0             | 1                 | 0                  | 1     |
| Total | Total      | 11            | 11                | 11                 | 33    |

## Podiums

### Hommes
| Épreuves             | Or                                                                                        | Argent                                                                     | Bronze                                                                     |
| Nage libre           |                                                                                           |                                                                            |                                                                            |
| 100 m                | Ferenc Csik Hongrie 57 s 6                                                                | Masanori Yusa Japon 57 s 9                                                 | Shigeo Arai Japon 58 s 0                                                   |
| 400 m                | Jack Medica États-Unis 4 min 44 s 5 (RO)                                                  | Shunpei Uto Japon 4 min 45 s 6                                             | Shozo Makino Japon 4 min 48 s 1                                            |
| 1 500 m              | Noboru Terada Japon 19 min 13 s 7                                                         | Jack Medica États-Unis 19 min 34 s 0                                       | Shunpei Uto Japon 19 min 34 s 6                                            |
| Dos                  |                                                                                           |                                                                            |                                                                            |
| 100 m                | Adolph Kiefer États-Unis 1 min 05 s 9 (RO)                                                | Albert Vande Weghe États-Unis 1 min 07 s 7                                 | Masaji Kiyokawa Japon 1 min 08 s 4                                         |
| Brasse               |                                                                                           |                                                                            |                                                                            |
| 200 m                | Tetsuo Hamuro Japon 2 min 41 s 5 (RO)                                                     | Erwin Sietas Allemagne 2 min 42 s 9                                        | Reizo Koike Japon 2 min 44 s 2                                             |
| Relais               |                                                                                           |                                                                            |                                                                            |
| 4 × 200 m nage libre | Japon Masanori Yusa Shigeo Sugiura Masaharu Taguchi Shigeo Arai 8 min 51 s 5 (RM) et (RO) | États-Unis Ralph Flanagan John Macionis Paul Wolf Jack Medica 9 min 03 s 0 | Hongrie Árpád Lengyel Oszkár Abay-Nemes Ödön Gróf Ferenc Csik 9 min 12 s 3 |

### Femmes
| Épreuves             | Or                                                                                   | Argent                                                                           | Bronze                                                                          |
| Nage libre           |                                                                                      |                                                                                  |                                                                                 |
| 100 m                | Rie Mastenbroek Pays-Bas 1 min 05 s 9 (RO)                                           | Jeannette Campbell Argentine 1 min 06 s 4                                        | Gisela Arendt Allemagne 1 min 06 s 6                                            |
| 400 m                | Rie Mastenbroek Pays-Bas 5 min 26 s 4 (RO)                                           | Ragnhild Hveger Danemark 5 min 27 s 5                                            | Lenore Kight États-Unis 5 min 29 s 0                                            |
| Dos                  |                                                                                      |                                                                                  |                                                                                 |
| 100 m                | Nida Senff Pays-Bas 1 min 18 s 9                                                     | Rie Mastenbroek Pays-Bas 1 min 19 s 2                                            | Alice Bridges États-Unis 1 min 19 s 4                                           |
| Brasse               |                                                                                      |                                                                                  |                                                                                 |
| 200 m                | Hideko Maehata Japon 3 min 03 s 6                                                    | Martha Genenger Allemagne 3 min 04 s 2                                           | Inge Sørensen Danemark 3 min 07 s 8                                             |
| Relais               |                                                                                      |                                                                                  |                                                                                 |
| 4 × 100 m nage libre | Pays-Bas Jopie Selbach Tini Wagner Willy den Ouden Rie Mastenbroek 4 min 36 s 0 (RO) | Allemagne Ruth Halbsguth Leni Lohmar Ingeborg Schmitz Gisela Arendt 4 min 36 s 8 | États-Unis Katherine Rawls Bernice Lapp Mavis Freeman Olive McKean 4 min 40 s 2 |